# شربورن إف. كوك
شربورن إف. كوك (بالإنجليزية: Sherburne F. Cook)‏ هو مؤرخ أمريكي، ولد في 31 ديسمبر 1896 في ماساتشوستس في الولايات المتحدة، وتوفي في 7 نوفمبر 1974 في مونتيري في الولايات المتحدة.